# Bénarès (film)
Pour plus de détails, voir Fiche technique et Distribution.
Bénarès est un film français réalisé par Barlen Pyamootoo et sorti en 2006.

## Fiche technique
- Titre : Bénarès
- Réalisateur : Barlen Pyamootoo
- Scénario : Barlen Pyamootoo, d'après son roman[1]
- Décors : Nirmal Hurry
- Photographie : Jacques Bouquin
- Son : Bernard Aubouy
- Montage : Annette Dutertre
- Musique : Ernest Wiehe
- Production : Artcam International
- Distribution : Pyramide Distribution
- Pays de production :  France
- Durée : 75 minutes
- Dates de sortie : France - 29 mars 2006

## Distribution
- Jérôme Boulle
- Danielle Dalbert
- Sandra Faro[2]
- Davidsen Kamanah
- Kristeven Mootien
- Vanessa Li Lun Yuk